# Сандровський Костянтин Костянтинович
Сандровський Костянтин Костянтинович (09 квітня 1929 — 09 квітня 2003, Київ) — доктор юридичних наук, професор з 1991.

Закінчив юридичний факультет Ленінградського державного університету (1952).

- З 1952 — старший інспектор Київської митниці,
- 1964—69 — начальник Бориспільського митного поста
- Від 1969 працював у Київському університеті: ст. викладач, доцент кафедри міжнародного права та іноземного законодавства юридичного факультету
- з 1971 — на факультеті міжнародних відносин,
- у 1976—79 заст. декана факультету міжнародних відносин;
- від 1990 — професор кафедри міжнародного права факультету міжнародних відносин і міжнародного права Українського інституту міжнародних відносин.